# Asmusstedt
Asmusstedt ist der kleinste Ortsteil der Stadt Ballenstedt. Er liegt am nördlichen Harzrand im Landkreis Harz in Sachsen-Anhalt etwa zwei Kilometer nördlich der Kernstadt und zwei Kilometer südlich von Badeborn, das ebenfalls ein Ortsteil Ballenstedts ist. Der Ort zählte im Jahr 2011 nur 28 Einwohner.

## Geschichte

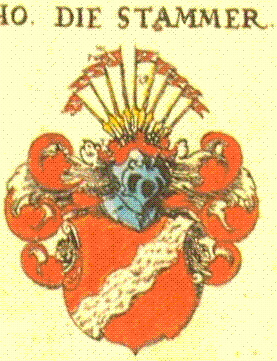
Wappen der Stammer

Das Dorf Asmusstedt, welches von Asmus von Stammer erbaut worden sein soll, wurde im Dreißigjährigen Krieg zerstört. 1821 wurden Knochen und zerbrochene Urnen gefunden. Reste von Grundmauern sind bereits zu früherer Zeit entdeckt worden. Dabei könnte es sich um die Überreste einer Kirche gehandelt haben. Der heutige Ortsteil Asmusstedt ging aus einem Vorwerk der Domäne Ballenstedt hervor. Dieses liegt unweit des wüst gefallenen Dorfes und wurde durch die Herren von Stammer errichtet. So wird Asmusstedt beispielsweise im Jahr 1833 als herzogliche Domäne des Schlossvorwerks Ballenstedt im Amt Ballenstedt innerhalb des Herzogtums Anhalt-Bernburg erwähnt. Der Kauf durch Herzog Alexius Friedrich Christian erfolgte demnach 1825 gemeinsam mit dem Stamm’schen Oberhof, der ebenfalls zum Schlossvorwerk gehörte. In den Jahren 1827 bis 1831 wurden südlich der Ortslage neue Wirtschaftsgebäude errichtet. Zur gleichen Zeit erfolgte der Bau eines Weges, welcher südlich gelegene Sandsteinbrüche über Asmusstedt mit dem nördlich gelegenen Dorf Badeborn verband.

### Einwohnerentwicklung
Die Tabelle gibt die Einwohnerzahl für 2007 und 2011 an:
| Jahr         | Einwohner |
| ------------ | --------- |
| 1. Juli 2007 | 32        |
| 2011         | 28        |

## Wirtschaft und Infrastruktur

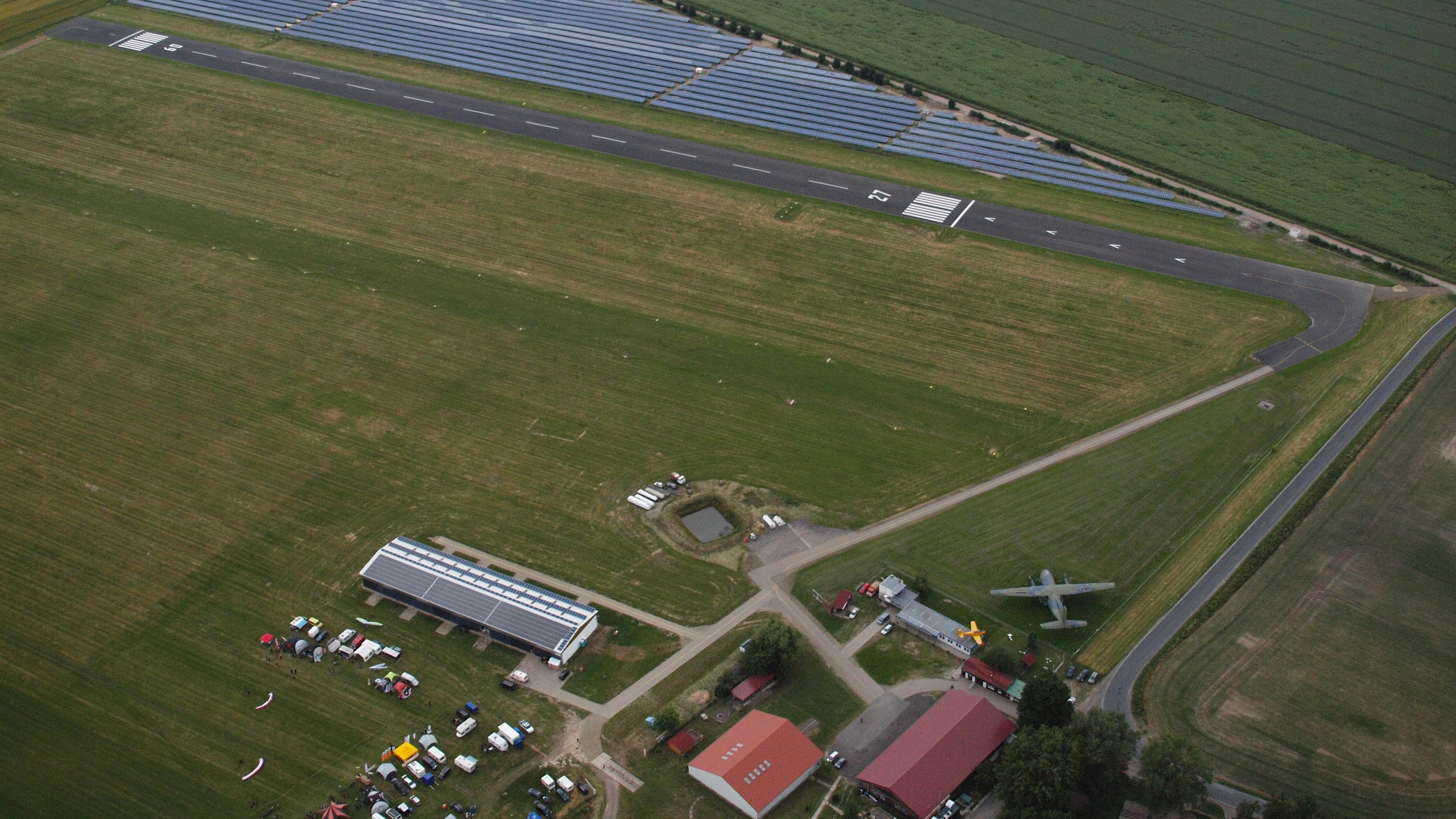
Flugplatz in Asmusstedt

Der Ort besteht heute aus drei baugleichen Mehrfamilienhäusern und dem ehemaligen Vorwerk, welches noch heute als landwirtschaftlicher Großbetrieb genutzt wird, inzwischen jedoch nördlich und östlich durch zahlreiche Wirtschaftsgebäude sowie eine Biogasanlage erweitert wurde und außerdem ein Wohnhaus umfasst.

### Verkehrsanbindung
In Asmusstedt befindet sich der Verkehrslandeplatz Ballenstedt-Harz. Des Weiteren befindet sich nahe dem Flugplatz eine Gaststätte. Mit dem Bus ist Asmusstedt durch die Linie 241 zu erreichen. Durch den Ort führt die Kreisstraße 2362, welche Badeborn mit Ballenstedt verbindet.

## Kultur und Sehenswürdigkeiten

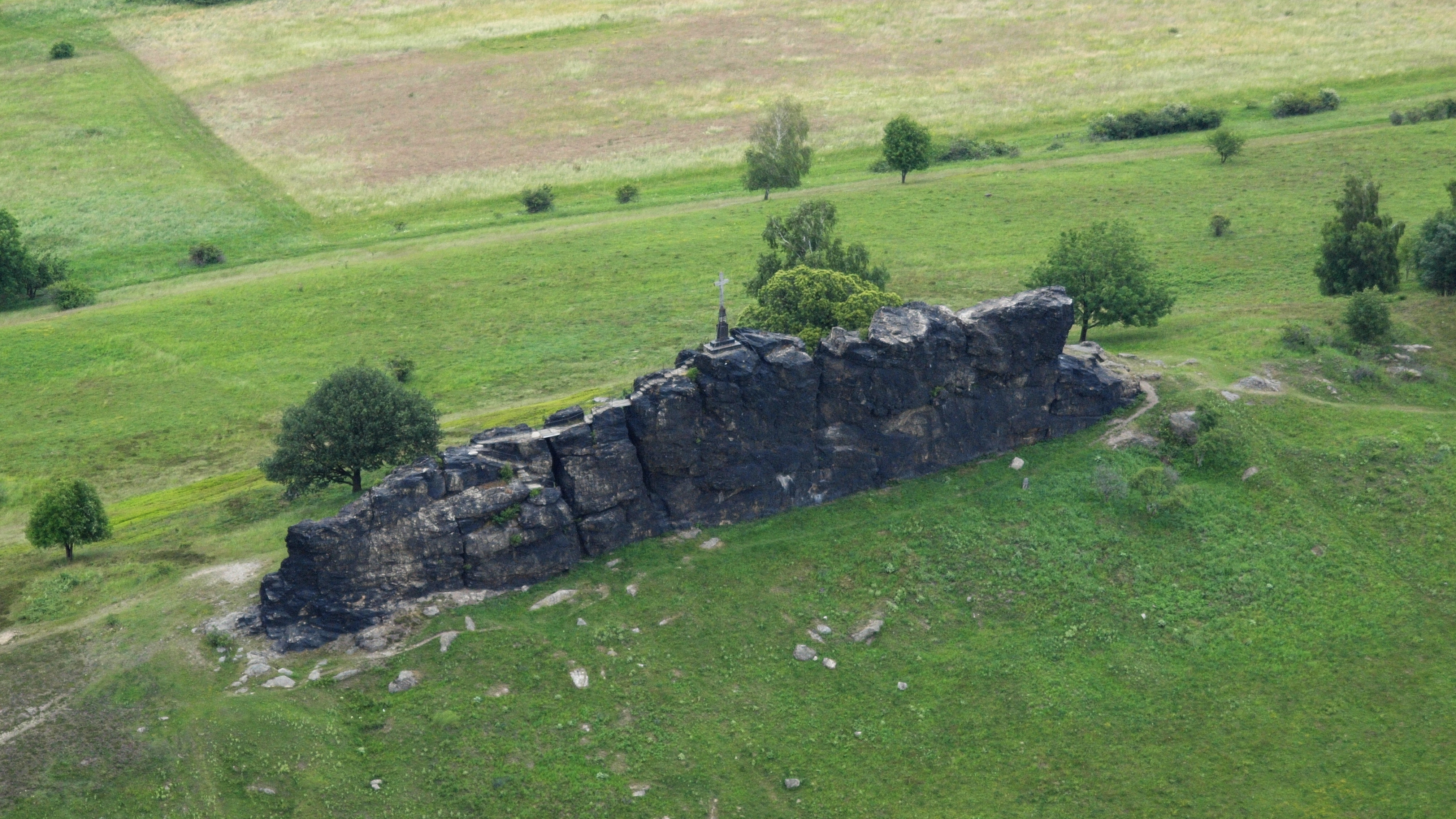
Ballenstedt-Asmusstedt, Großer Gegenstein

Etwa einen Kilometer südwestlich von Asmusstedt befinden sich Großer und Kleiner Gegenstein. Die markante Felsformation ist Teil der Teufelsmauer, welche bereits bei Blankenburg beginnt. Bei Asmusstedt liegt ihr östliches Ende.
Das Rockharz Open Air Festival findet seit 2009 jedes Jahr auf dem Gelände des Verkehrslandeplatzes statt.